# Múscul psoes ilíac
El múscul psoes ilíac (musculus iliopsoas) és un conjunt muscular que es troba a la cavitat abdominal i en la part anterior de la cuixa. Està compost pel múscul ilíac i el múscul psoes major que s'uneixen formant el tendó del psoes ilíac.
- El psoes major, s'insereix en les vèrtebres D12 i les cinc primeres lumbars (D12 - L5), així com a la base de les apòfisis costiformes corresponents, i baixa cap a la fossa ilíaca del coxal on s'uneix amb el múscul ilíac. La inserció vertebral és peculiar, en una sèrie d'arcs superposats des d'un disc intervertebral a l'altre.

- L'ilíac s'insereix al llavi intern de la cresta ilíaca, a les espines ilíaques anterior, superior i inferior, a la base del sacre, a la fossa ilíaca interna, al lligament iliolumbar i a la zona lateral de la cara anterior del sacre.

Els dos cossos musculars s'uneixen per passar per sota de l'arc crural a la zona externa, inserint-se conjuntament en el trocànter menor del fèmur. En el curs del seu trajecte, el psoes ilíac es relaciona amb òrgans importants: diafragma, ronyons, urèters, vasos renals, còlon, cec, artèries ilíaques primitives, i artèries i venes ilíaques externes. És especialment íntima la seva relació amb el plexe lumbar, que travessa el múscul.
El psoes ilíac està innervat per branques directes del plexe lumbar i del nervi crural.
Pel que fa a la seva acció, depèn del punt fix en el moment de la contracció:
- Punt feble a la columna vertebral: flexió del maluc i lleugera rotació externa de la cuixa.
- Punt fix en el fèmur

- Unilateralment: flexió del maluc, i rotació cap al costat del múscul contret.
- Bilateralment: flexió del tronc cap endavant.

## Imatges

Posició del múscul ilíac (en vermell). Animació.
Foto fixa.
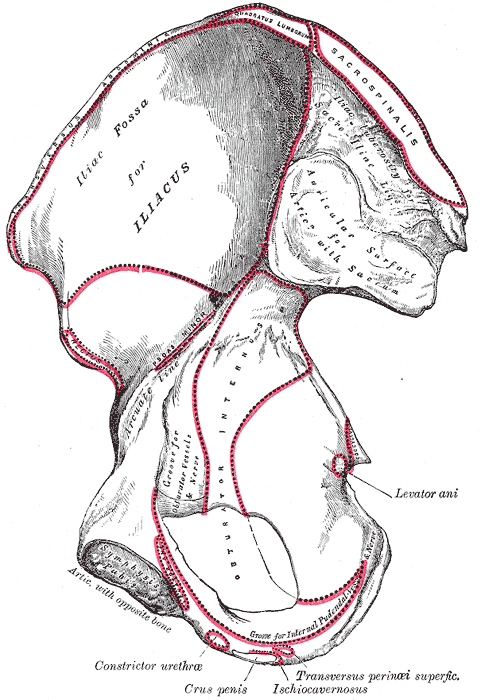
Maluc dret. Superfície interna. La fossa ilíaca és visible a dalt a l'esquerra.